# New Norfolk

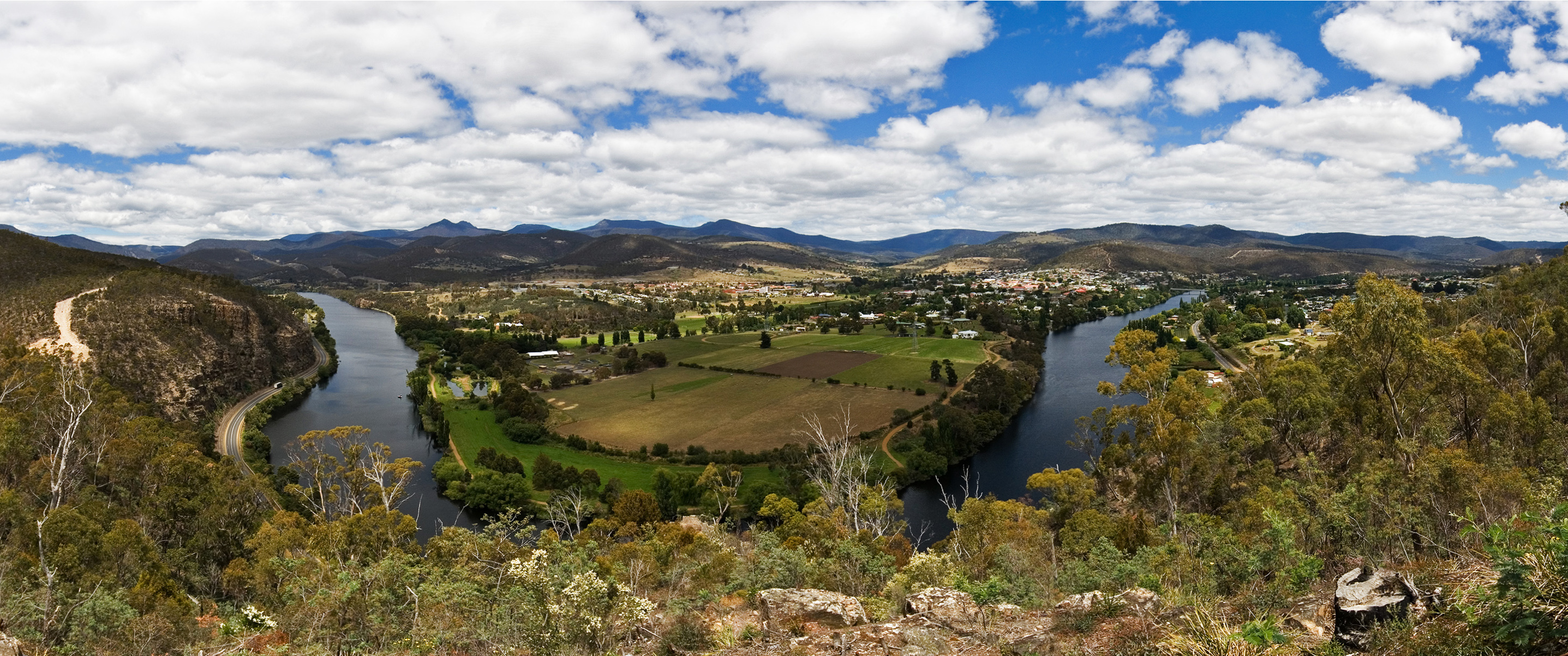
New Norfolk

New Norfolk – miasto położone nad rzeką Derwent na Tasmanii, położone 35 km na północny zachód od Hobart, znajduje się na trasie autostrady – Lyell Highway, w samorządzie terytorialnym Derwent Valley Council.  
Miasto zostało założone przez pionierów w 1808 roku, którzy pochodzili z Wyspy Norfolk. Od 1860 ważną roślina uprawną w tym rejonie stał się chmiel. 
Pierwsze drogowe połączenie między New Norfolk a Hobart powstało w 1818, natomiast pierwsza linia kolejowa pomiędzy tymi miastami ruszyła w roku 1887. 
Od 1827 w mieście działał szpital psychiatryczny Royal Derwent Hospital (założony pod nazwą New Norfolk Insane Asylum). W ciągu 173 lat działalności działał jako jedna z największych placówek tego typu na Tasmanii.